# Hansakvarteret
Hansakvarteret, eller Hansa, är ett köpcentrum i Åbo centrum i Finland, vid kanten av salutorget i Stadsdel VII. Med cirka 140 affärer är det Åbos största köpcentrum, och år 2024 hade centret cirka 10,9 miljoner besökare. Hansas försäljning uppgick till 229,6 miljoner i 2023. I Hansakvarteret finns också Finlands äldsta professionella teater: Åbo Svenska Teater.
Köpcentret omfattar kvarteret mellan Auragatan, Eriksgatan, Kristinegatan och Universitetsgatan. Det har byggts inuti sex tidigare byggnader som haft annan användning samt två nybyggnader, och mellan dessa har man konstruerat ett glastak som täcker hela kvarteret. Hansa är en populär mötesplats och det är möjligt att anordna mindre evenemang där, såsom musik- och välgörenhetsevenemang samt med modevisningar.

## Historia

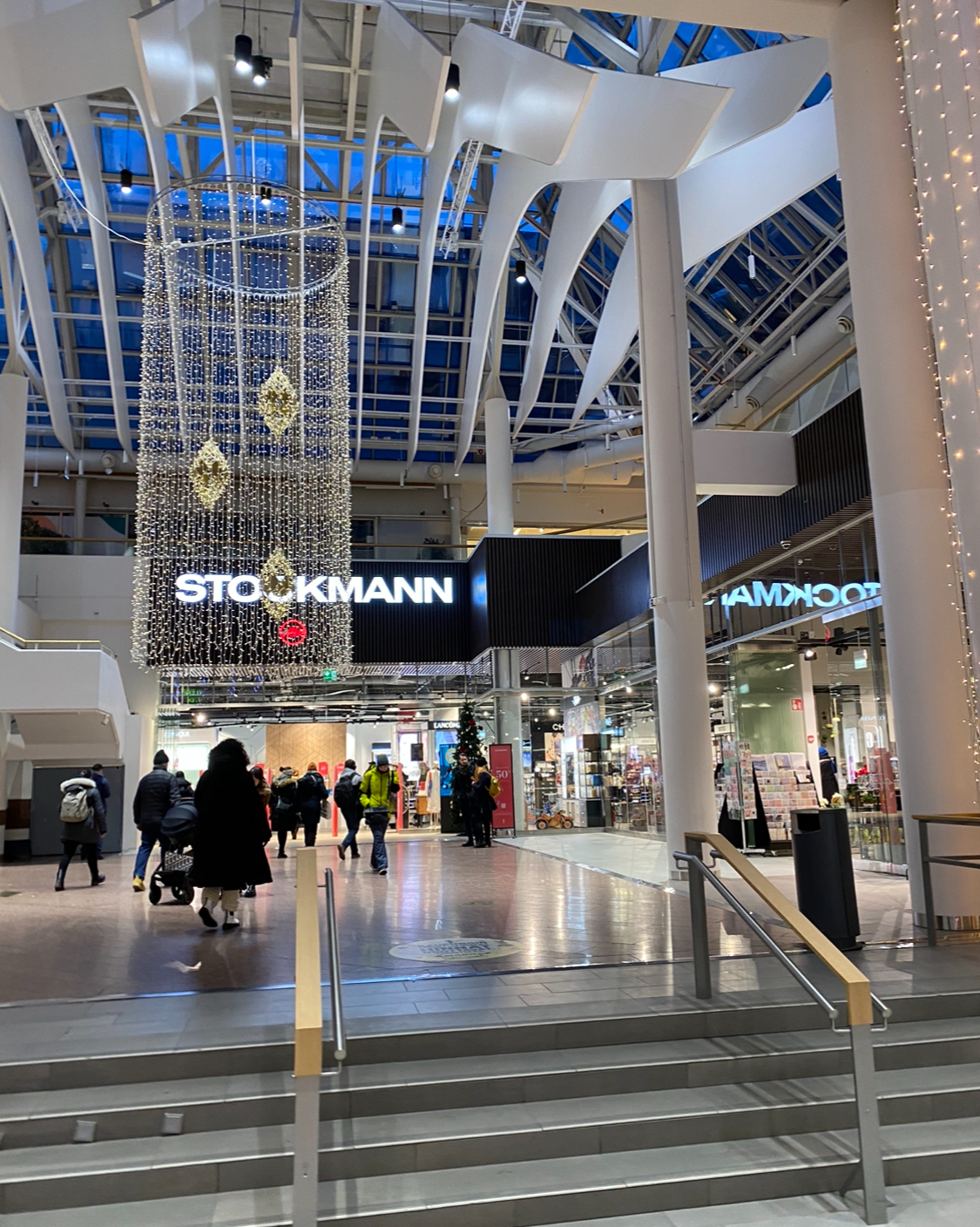
Stockmanns ingång från Hansatorget.

För första gången planerades ett köpcentrum på platsen redan på 1960-talet, då tanken var att riva alla byggnader i kvarteret. Detta förverkligades dock inte. Ämnet togs upp igen på 1980-talet, då det fanns ett behov av en uppmärksammad attraktion i Åbo centrum. I detta sammanhang föddes idén om Hansakvarteret – ett helt kvarterstäckande köpcentrum med glastak.
Projektets arkitekt blev Benito Casagrande. Hansakvarteret byggdes i flera etapper: den första delen stod klar 1985 och den sista 1988. Vid byggandet av köpcentret lyckades man bevara gatuhusen och gatubilden som de var, vilket var ovanligt i jämförelse med många tidigare byggprojekt i Åbo centrum.
Stora renoveringsarbeten genomfördes i Hansakvarteret under åren 2017–2020, med designansvar för arbetskonsortiet Schauman Arkkitehdit och Suunnittelutoimisto Amerikka.

## Kvarterets byggnader
- St. Erik, ett trevånings affärshus som ligger i hörnet av Eriksgatan och Kristinegatan, ritades av Selim A. Lindqvist och stod färdigt år 1913.[8]
- Antintalo, ett dekorativt affärshus på Eriksgatan, ritades av Karl Viktor Reinius och färdigställdes år 1891. Byggnaden är ett av de första husen i Åbo som ursprungligen planerats som affärsbyggnad. Fram till 1916 fungerade en basar i lokalerna.[8]
- Åbo Svenska Teater, en nyklassicistisk trevåningsbyggnad i hörnet av Eriksgatan och Auragatan, ritades av Pehr Johan Gylich och Carl Ludvig Engel och stod klar år 1839.[8]
- Apotekshuset, ett trevånings empirhus på Auragatan, ritades av Carl Johan von Heideken och färdigställdes år 1865.[8]
- Guldhuset, ett sexvåningshus på Auragatan, ritades av Veijo K. Kahra och blev klart 1958.[4]
- Teräksenkulma, ett femvåningshus i hörnet av Auragatan och Universitetsgatan, ritades av Aarne Ehojoki och stod färdigt 1968.[8]
- Ett fyravånings affärshus på Universitetsgatan, ritat av Viljo Laitsalmi och färdigställt år 1954.[8]
- Ett varuhus på Universitetsgatan, ritat av Lukander & Vahtera och byggt år 1986.[8]
- Stockmanns varuhus, ett fyravåningshus i hörnet av Universitetsgatan och Kristinegatan, ritat av Aarne Ehojoki och färdigställt 1977.[8]